# Badisch Rotgold
Badisch Rotgold ist ein Wein aus Baden, der auch Badischer Rotling genannt wird. Das Mostgewicht des Grundmaterials muss mindestens die Qualitätsweinstufe (QbA = Qualitätswein bestimmter Anbaugebiete) erreicht haben. Verwendet werden dürfen ausschließlich Trauben der Weißwein-Rebsorte Grauburgunder (mind. 51 %) und der Rotwein-Rebsorte Spätburgunder (max. 49 %). Hergestellt wird Badisch Rotgold durch den Verschnitt der Trauben oder deren Maischen; der Verschnitt erfolgt somit vor der alkoholischen Gärung.
Der Schillerwein wird ähnlich hergestellt.